# Renata Łyszczek
Renata Jolanta Łyszczek – polska chemiczka, dr hab. nauk chemicznych, profesor uczelni Instytutu Nauk Chemicznych Wydziału Chemii Uniwersytetu Marii Curie-Skłodowskiej.

## Życiorys
30 października 2000 obroniła pracę doktorską Koordynacyjne połączenia Mn(II) z aminokwasami naturalnymi - synteza, spektroskopia, badania derywatograficzne i dyfraktometryczne, 6 maja 2013 habilitowała się na podstawie pracy. Piastuje stanowisko profesora uczelni Instytutu Nauk Chemicznych Wydziału Chemii Uniwersytetu Marii Curie-Skłodowskiej.
Była kierownikiem w Zakładzie Chemii Ogólnej i Koordynacyjnej na Wydziale Chemii Uniwersytetu Marii Curie-Skłodowskiej.